# Cerkev svete Katarine (Solun)
Cerkev svete Katarine (Greek: Αγία Αικατερίνη) je vzhodnorimska cerkev iz poznega obdobja v severozahodnem delu starega mestnega jedra Soluna. Cerkev je bila zgrajena v obdobju dinastije Palaiologov, njen natančen čas nastanka pa je neznan. Iz notranjega okrasa, ki je fragmentarno ohranjen in izhaja iz leta 1315 je razvidno, da je cerkev morda služila kot sedež samostana vsemogočnemu. V osmanskem obdobju in času vladavine sultana Bajezida je bila spremenjena v mošejo, leta 1912 pa ponovno obnovljena kot cerkev. Leta 1988 je bila z drugimi vzhodnorimskimi spomeniki Soluna dodana na Unescov seznam svetovne kulturne dediščine.